# 王冲 (南朝)
王冲（493年—568年1月12日），字长深，琅邪郡临沂县（今山东省临沂市）人，南齐侍中王僧衍之孙，南梁给事黄门侍郎王茂璋之子，南梁、南陈官员。

## 生平
王冲的母亲是梁武帝萧衍的妹妹新安穆公主，在南齐时就去世了，梁武帝因为王冲早年丧母，对他十分钟爱。王冲虚岁十八时在南梁以秘书郎为起家官，不久出任永嘉郡太守，入朝担任太子舍人，因为父亲去世而离职服丧。服丧结束后，王冲被任命为太尉临川王萧宏王府外兵参军、东宫领直，屡次升任太子洗马、中舍人，又外任招远将军、衡阳郡内史，升任武威将军、安成嗣王萧机长史、长沙郡内史，将军如故。萧机在湘州去世后，仍然以王冲监理湘州的事务。王冲后入朝担任太子庶子，升任给事黄门侍郎。大同三年（537年），王冲以梁武帝外甥的身份被赐予东安亭侯，食邑一百五十户，后历任明威将军、南郡太守、太子中庶子、侍中，外调监理吴郡太守，满一年后正式担任吴郡太守，被征调为通直散骑常侍，兼任左民尚书，又外调为明威将军、轻车当阳公萧大心府长史、江夏郡太守，代理郢州刺史。升任平西邵陵王萧纶长史，转任骠骑庐陵王萧续长史、南郡太守。萧续去世后，王冲代理州府事务。萧绎镇守荆州，王冲为镇西长史，明威将军、南郡太守如故。王冲个性温和平顺，对待上级谨慎严肃，熟悉法令，政事秉公处理，辅佐藩王对待属下，很少有不合道德的地方，虽然没有显赫的声誉，时间长了会被人思念，因此得到推崇尊重，连续担任二千石的官职。王冲又通晓音乐，熟悉歌舞，擅长与人交往，在显贵之中声名很大。
侯景之乱发生后，王冲请求萧绎自任太尉、都督中外诸军事，秉承皇帝旨意便宜做盟主。萧绎不答应，王冲等人重新请求，萧绎还是不听从。王冲又请求萧绎自任司空做盟主，萧绎还是不听。
不久，萧绎在荆州秉承皇帝旨意便宜行事，王冲请求解除自己担任的南郡太守，将官职让给王僧辩，并献出女妓十人，以助军中的赏赐。萧绎授予王冲持节、督衡桂成合四州诸军事、云麾将军、衡州刺史，梁元帝第四子萧元良担任湘州刺史，仍然以王冲代理湘州刺史，兼任长沙郡内史。侯景被平定后，王冲被授予翊左将军、丹阳尹。
武陵王萧纪率领军队到峡口，王琳偏将陆纳等人占据湘州响应，王冲被陆纳拘禁。陆纳投降后，王冲重新被授任侍中、中权将军，被允许根据情况设置属吏，仍担任丹阳尹。
江陵失陷后，萧方智自任太宰，秉承皇帝旨意授任王冲为左长史。绍泰年间，王冲屡次升任左光禄大夫、尚书右仆射，又升任左仆射、开府仪同三司，侍中、中权将军如故，不久再次兼任丹阳尹、南徐州大中正，被赐予扶侍之人。
陈高祖陈霸先接受禅让后，于永定元年十月辛卯（557年12月2日）解除了王冲丹阳尹的职务，任命王冲以原本的官职兼任左光禄大夫。王冲未就任，就于永定二年正月乙未（558年2月4日）改兼任太子少傅。陈文帝陈蒨即位后，王冲解任少傅，于永定三年七月辛酉（559年8月24日）加特进、左光禄大夫，不久在天嘉元年九月丙辰（560年10月12日）以原本的官职兼任丹阳尹，参与制定法律政令。陈废帝陈伯宗即位后，赐给王冲亲信十人。
起初，陈高祖因为王冲是前朝的老臣，特别表示长幼之间的尊敬。陈文帝即位后，更加表示尊重，王冲曾跟随陈文帝亲临司空徐度家，在宴会的坐席上，赐给王冲小桌子。光大元年十一月甲子（568年1月12日），王冲去世，虚岁七十六，朝廷赠予侍中、司空，谥号元简。

## 家庭
王冲有三十个儿子，都做到显官
- 王瑒，第十二子，南陈尚书左仆射、侍中、光子
- 王瑜，第十三子，南陈侍中、贞子
- 王珉，曾作为人质前往北齐军中[20]
- 王玩，南陈黄门侍郎、华容公[21]
- 王瑱，南陈秘书监、侍中[22]
- 王球，南陈太子庶子[23]
- 王琰，南陈中书侍郎、御史中丞、都官尚书[24]